# Avenue Gediminas
L'Avenue Gediminas (en lituanien : Gedimino prospektas) est la rue principale de Vilnius en Lituanie.

## Situation et accès
La rue se termine au pont Žvėrynas sur la rivière Néris près du palais du Seimas à une extrémité, et à la place de la cathédrale et au château de Vilnius de l'autre, en passant par la place Lukiškės.

## Origine du nom
L'avenue porte le nom du grand-duc de Lituanie Gediminas.

## Bâtiments remarquables et lieux de mémoire
C'est dans cette voie que se concentrent la plupart des institutions gouvernementales de Lituanie, dont :
- le gouvernement,
- le Palais du Seimas,
- la Cour constitutionnelle et
- les ministères.

C'est aussi le siège d'institutions culturelles telles que :
- le Théâtre national d'art dramatique de Lituanie,
- la Banque de Lituanie,
- l'Académie lituanienne de musique et de théâtre et
- Bibliothèque nationale Martynas Mažvydas.

## Galerie

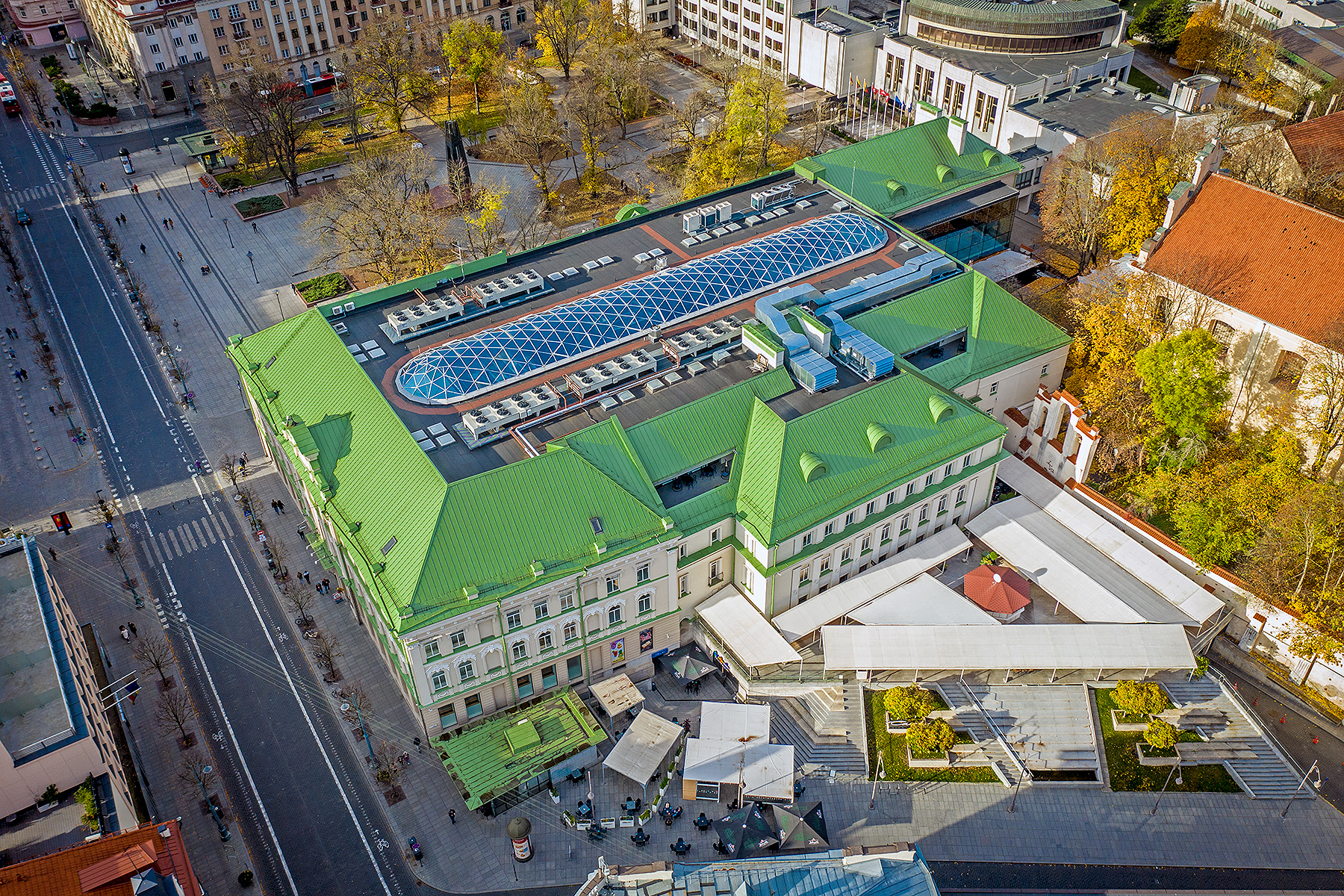
Centre commercial GO9
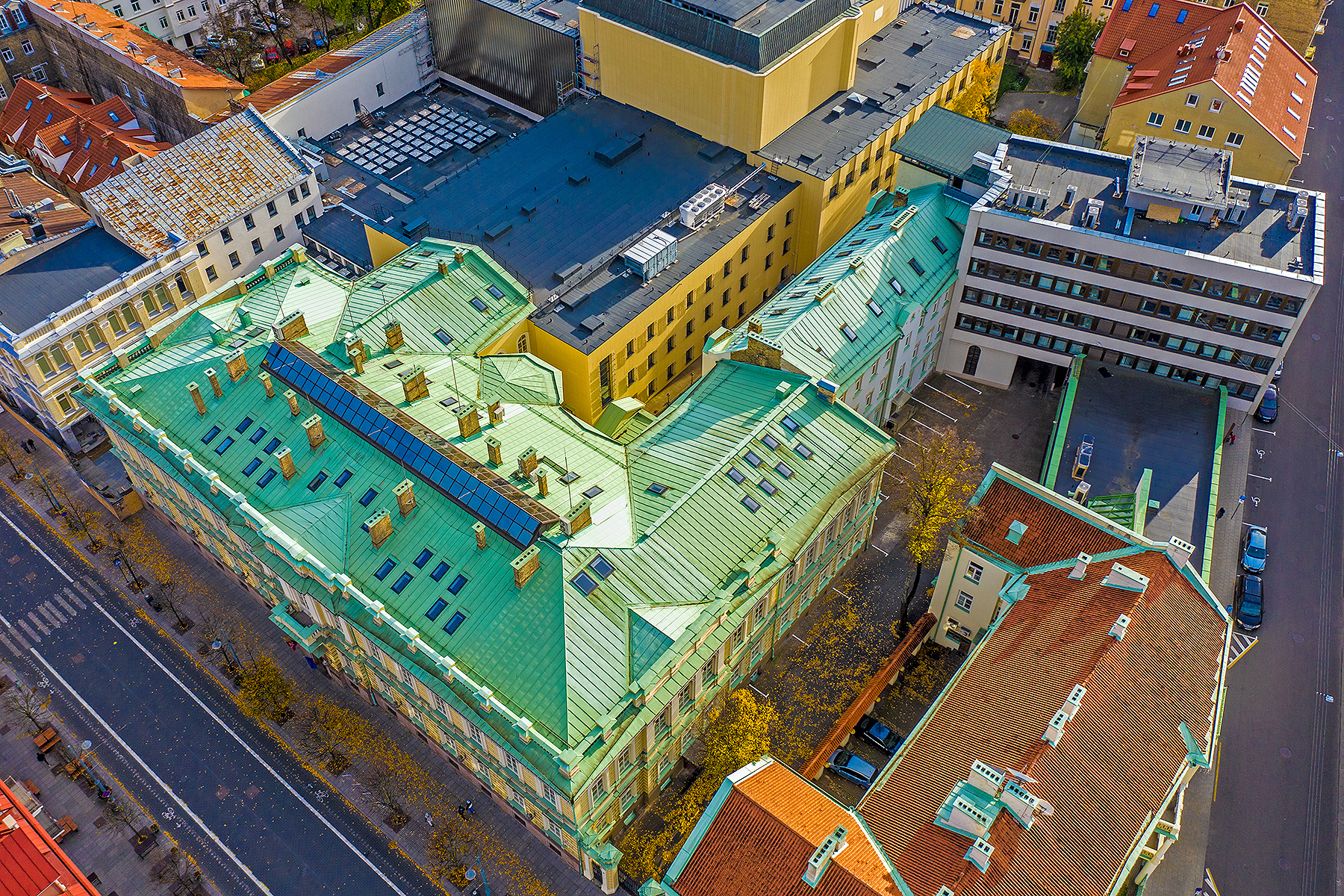
Banque de Lituanie
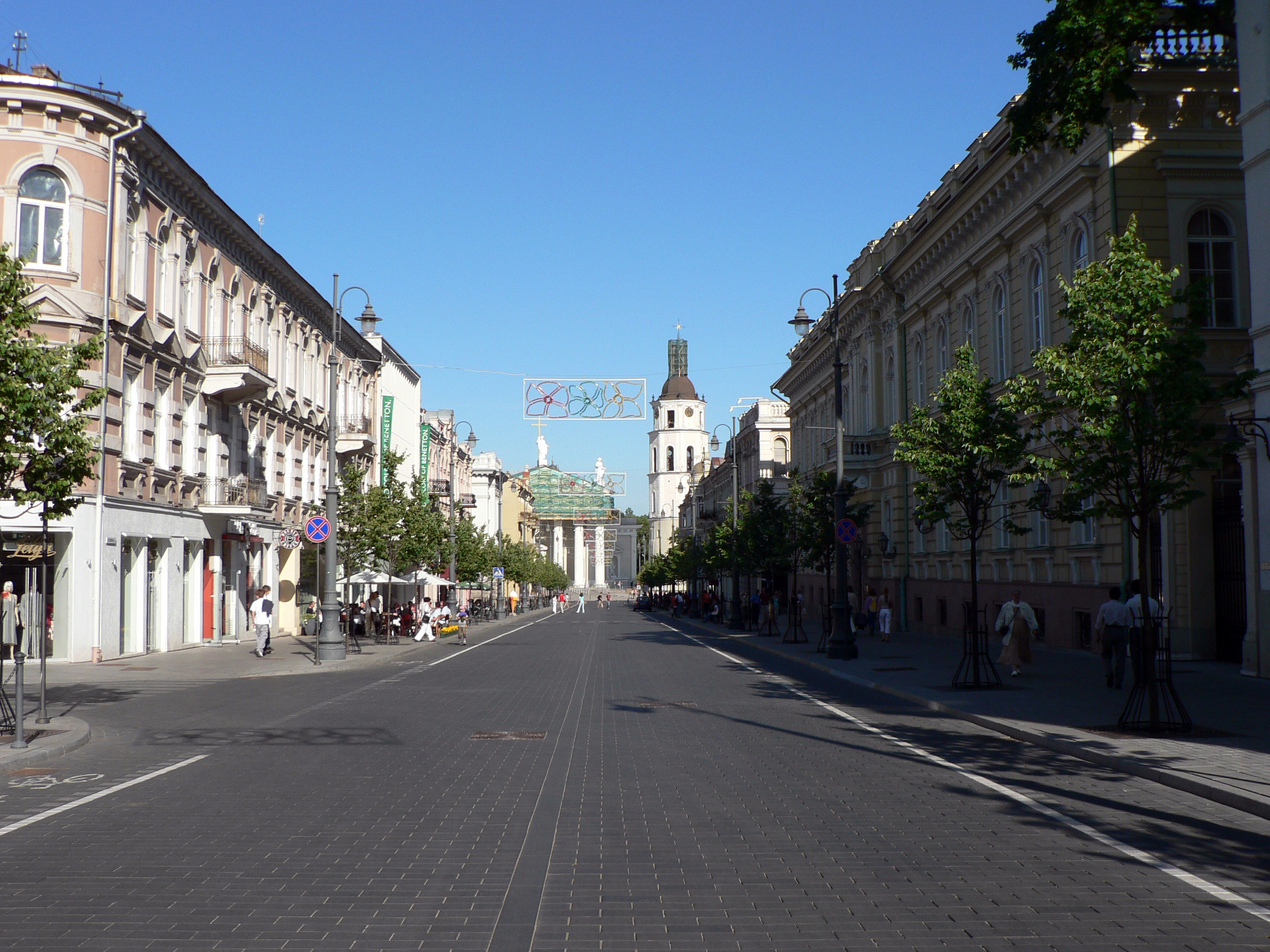
Gediminas Avenue
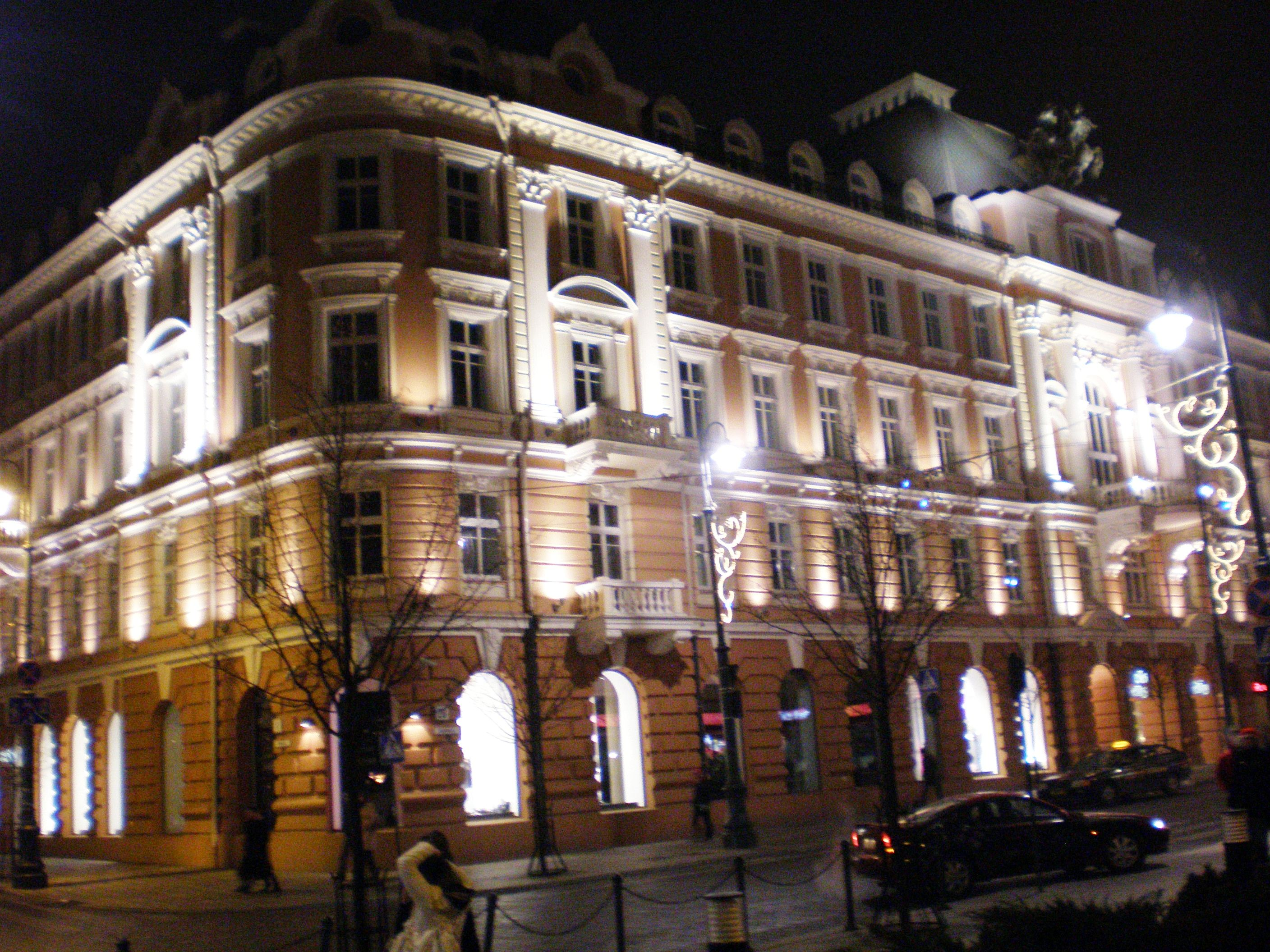
Gediminas Avenue
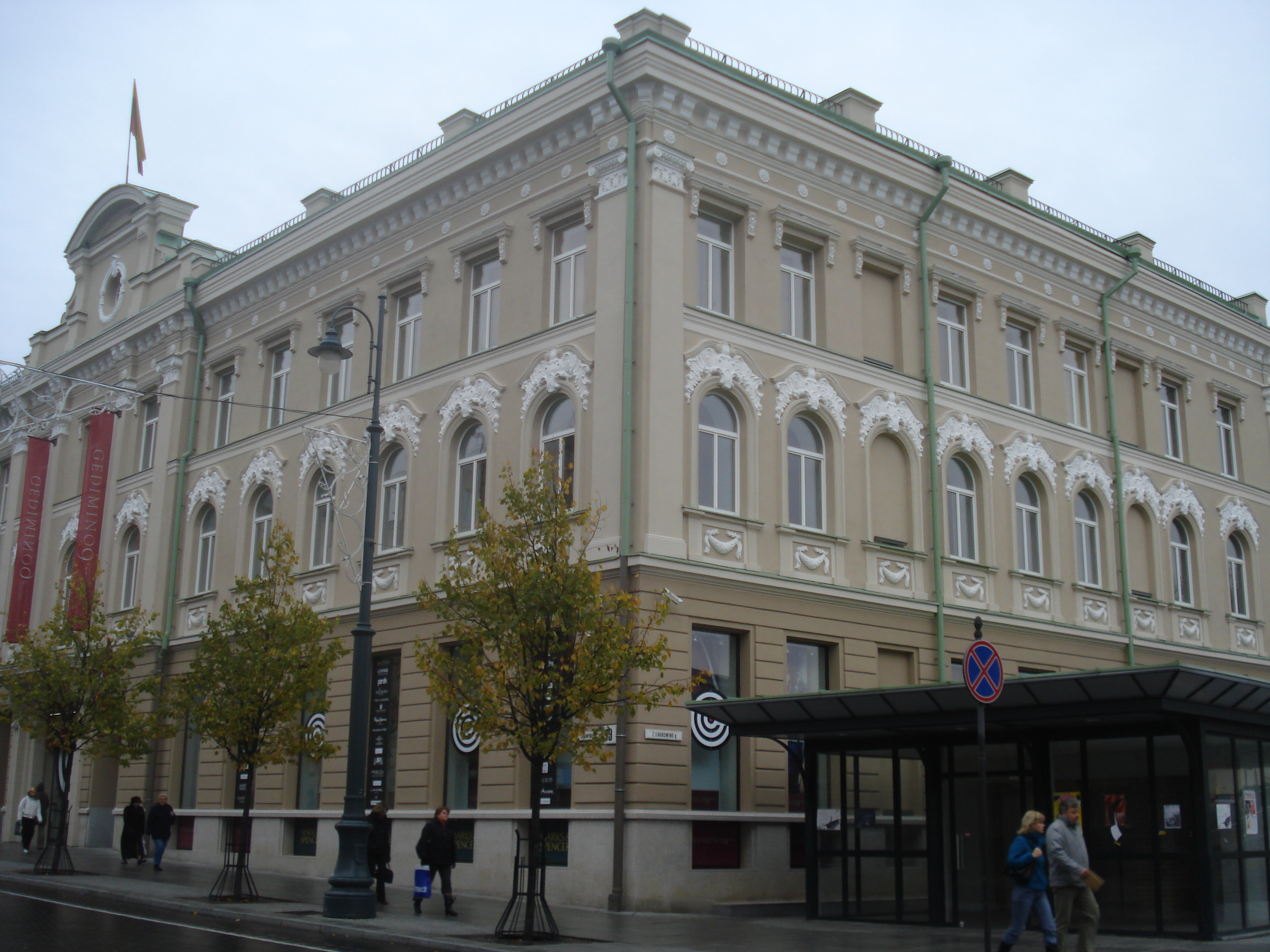
Gediminas Avenue 9
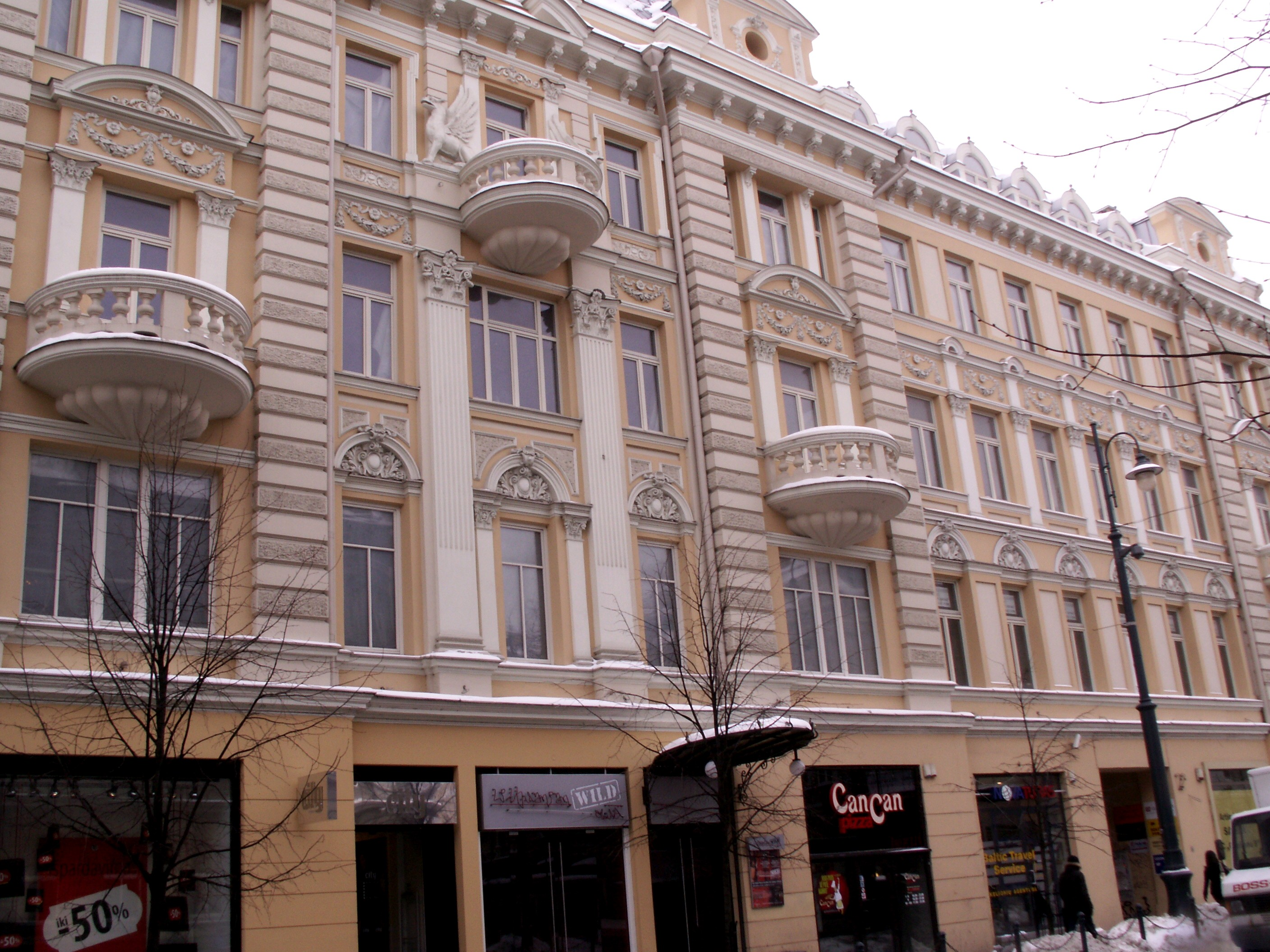
Gediminas Avenue 22
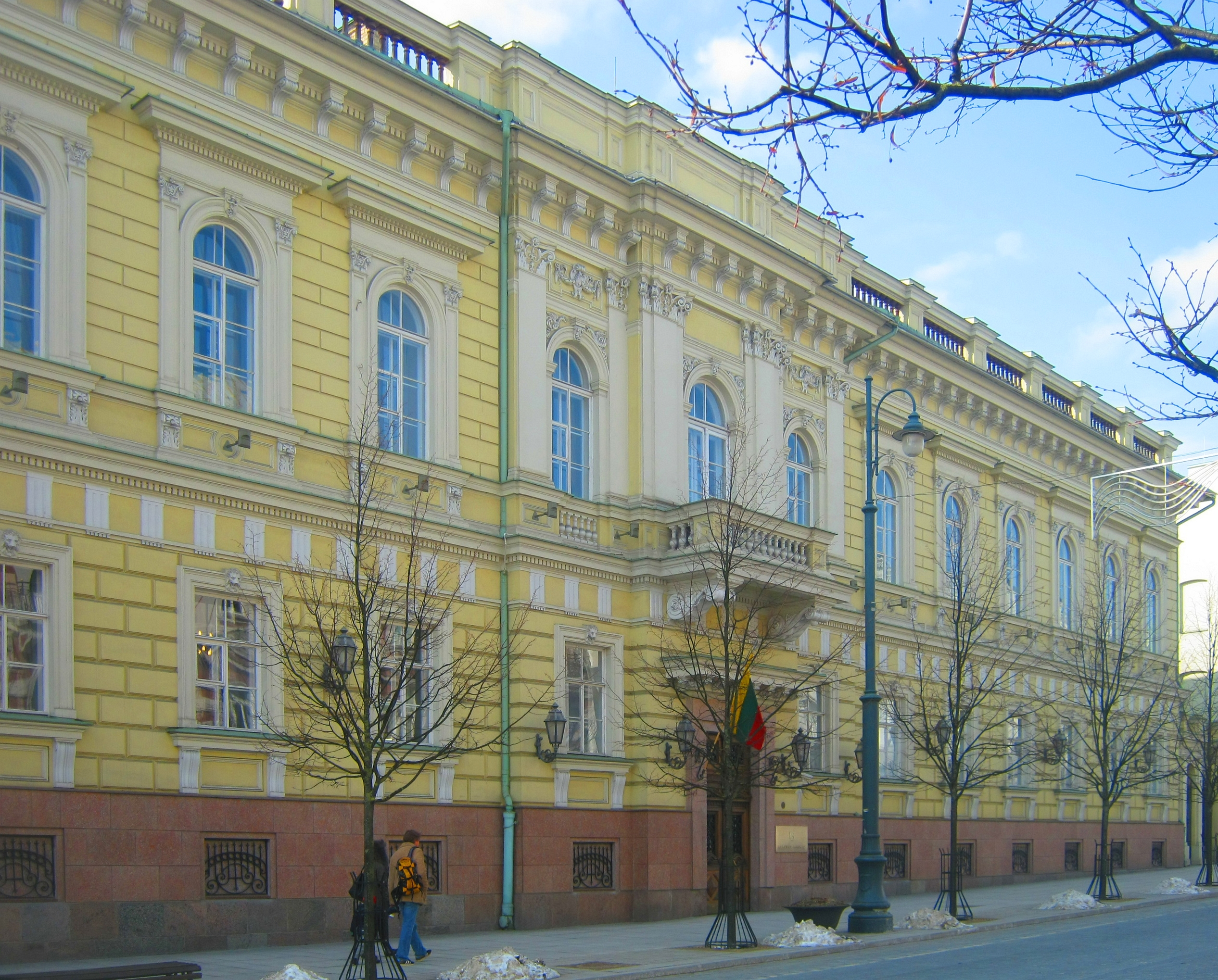
Banque de Lituanie
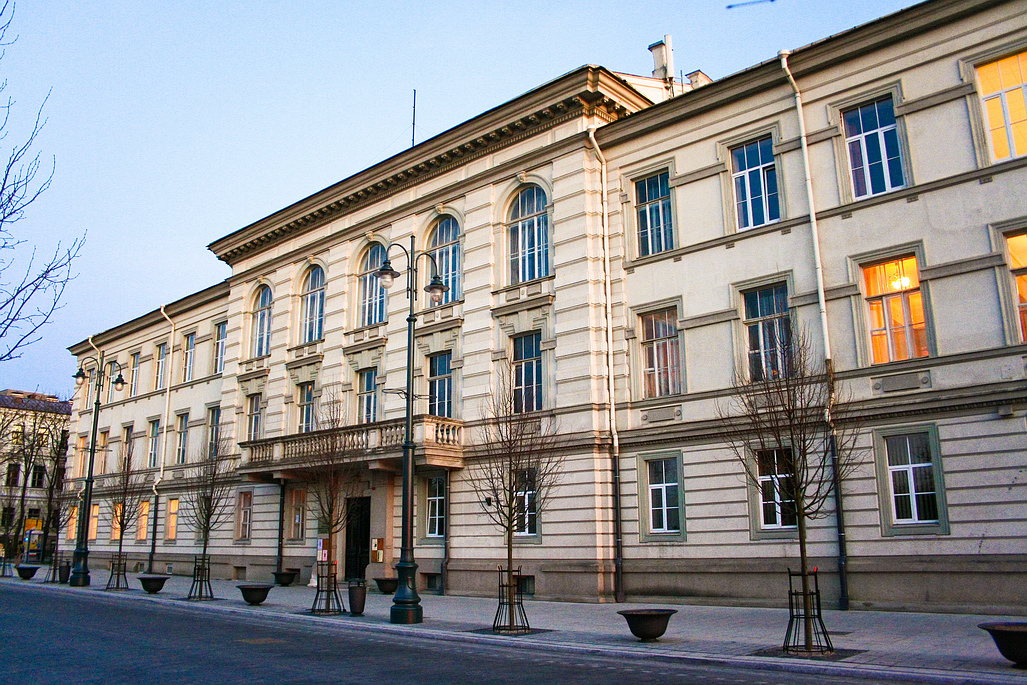
Palace LMTA
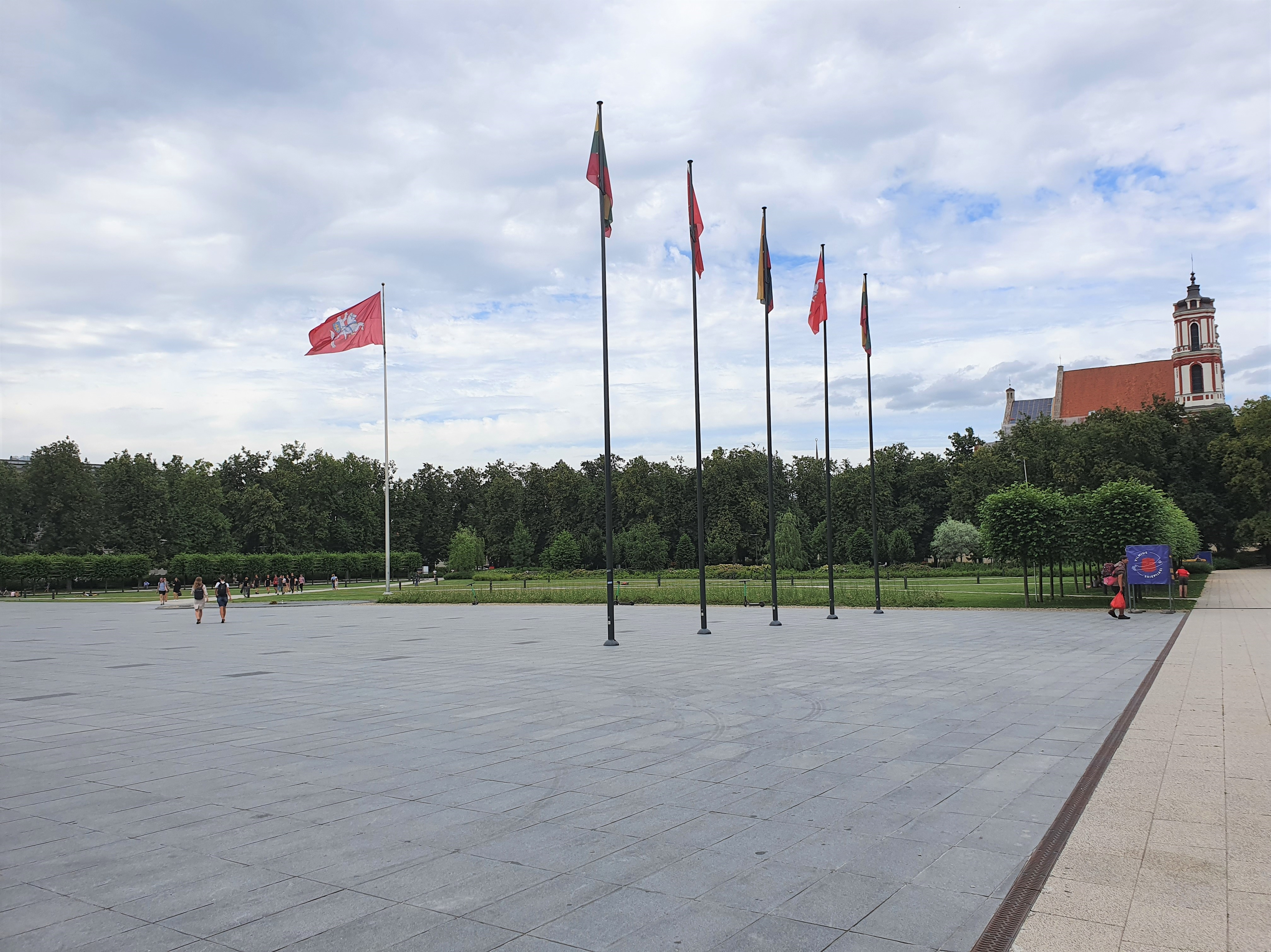
Place Lukiškės